# Миних, Владимир Сергеевич
Влади́мир Серге́евич фон-Ми́них (1884 — 1954) — полковник лейб-гвардии Семёновского полка, герой Первой мировой войны, участник Белого движения.

## Биография
Православный. Из дворян. Уроженец Московской губернии.
Окончил 1-й Московский кадетский корпус (1902) и Александровское военное училище (1904), откуда выпущен был подпоручиком в лейб-гвардии Семёновский полк. Произведен в поручики 6 декабря 1908 года, в штабс-капитаны — 6 декабря 1912 года.
В Первую мировую войну вступил в должности командующего 14-й ротой лейб-гвардии Семёновского полка. Удостоен ордена Св. Георгия 4-й степени
За то, что 5 ноября 1914 года в бою под д. Ржеплин, когда австрийцы стали теснить батальон соседнего участка с высоты, лежащей впереди этой деревни, бросился со своей ротой, по собственной инициативе, на выручку и, ударив стремительно во фланг противника, сбил его и этим остановил дальнейшее наступление. Результат действия был захват пленными — 9 офицеров и 600 нижних чинов.
Произведён в полковники 28 сентября 1916 года.
В Гражданскую войну участвовал в Белом движении. В октябре 1918 года был зачислен в Северо-Западную армию, в июне 1919 года назначен начальником отряда Северного корпуса, в том же месяце возглавил 4-й пехотный Гдовский полк (1919). Был произведен в генерал-майоры.
С 1920 года в эмиграции в Эстонии, жил в Таллине. Состоял членом полкового объединения. Позднее переехал в Бельгию, был членом Русской спортивной дружины в Брюсселе, представителем Главнокомандующего в Бельгии. Избирался председателем, а затем и почётным членом бельгийского отдела Гвардейского объединения.
Скончался в 1954 году в Брюсселе. Похоронен там же.

## Награды
- Орден Святого Станислава 3-й ст. (ВП 6.12.1909)
- Орден Святой Анны 3-й ст. (1912)
- Орден Святого Станислава 2-й ст. (ВП 13.02.1914)
- Орден Святой Анны 2-й ст. с мечами (ВП 28.10.1914)
- Орден Святого Владимира 4-й ст. с мечами и бантом (ВП 12.02.1915)
- мечи к ордену Св. Станислава 2-й степени (ВП 2.05.1915)
- Орден Святого Георгия 4-й ст. (ВП 2.06.1915)
- мечи и бант к ордену Св. Анны 3-й степени (ВП 28.07.1915)